# Deborah Sampson
Deborah Sampson Gannett (17. prosince 1760, Plympton, Massachusetts – 29. dubna 1827, Sharon), Massachusetts) známá jako Deborah Sampson, byla žena z Massachusetts, která se vydávala za muže aby mohla sloužit v Kontinentální armádě během americké revoluční války. Je jednou z řady žen s dokumentovanými záznamy o vojenských bojových zkušenostech v této válce. Sloužila 17 měsíců v armádě pod jménem „Robert Shirtliff“ (v různých zdrojích se také uvádí jako Shirtliffe a Shurtleff) z Uxbridge, Massachusetts. Byla zraněna v roce 1782 a byla čestně propuštěna ve West Pointu v New Yorku v roce 1783.

## Životopis
Deborah Sampson se narodila 17. prosince 1760 v Plymptonu ve státě Massachusetts do rodiny se skromnými prostředky. Její otec se jmenoval Jonathan Sampson (nebo Samson) a její matka se jmenovala Deborah Bradford. Její sourozenci byli Jonathan (nar. 1753), Elisha (nar. 1755), Hannah (nar. 1756), Ephraim (nar. 1759), Nehemiah (nar. 1764) a Sylvia (nar. 1766). Její matka byla pravnučkou Williama Bradforda, guvernéra kolonie Plymouthu. V její rodině byli i další cestující na lodi Mayflower.
Jako dítětí jí řekli, že její otec s největší pravděpodobností zmizel na moři, ale důkazy naznačují, že ve skutečnosti opustil rodinu a přestěhoval se do Lincoln County v Maine. Tam se oženil, měl dvě nebo více dětí a vrátil se do Plymptonu v roce 1794, kde se věnoval obchodu s realitami. V roce 1770 byl někdo v Maine jménem Jonathan Sampson obviněn z vraždy, ale není jisté, zda tato osoba byla jejím otcem, protože neexistují žádné záznamy obsahující biografické údaje o obžalovaném v této kauze.
Když její otec opustil rodinu, matka nebyla schopná uživit děti a umístila je do domácností přátel a příbuzných, což byl běžný postup v Nové Anglii 18. století. Deborah byla umístěna do rodiny příbuzných z matčiny strany. Když její matka krátce nato zemřela, byla Deborah poslána k vdově po reverendu Petru Thatcherovi Mary Prince Thatcherové (1688–1771), které bylo tehdy osmdesát. Historici se domnívají, že Deborah se naučila číst, když žila s vdovou Thatcherovou. Ta možná chtěla, aby jí dívka četla z Bible.
Po smrti vdovy byla dívka poslána žít s rodinou Jeremiaha Thomase v Middleborough, kde v letech 1770 až 1778. pracovala jako služebná bez platu ( osoba je zaměstnána bez platu po určitý počet let. Smlouva je v angl. nazývaná indentured servitude). Bylo s ní zacházeno dobře, přesto nechodila do školy jako Thomasovy děti, neboť Thomas nebyl zastáncem vzdělávání žen. Deborah však dokázala překonat Thomasův odpor k vzdělání pro ženy, učila se od jeho synů, se kterými sdílela jejich školní práce. Dokázala se zřejmě rychle učit, neboť když jí v 18 letech skončila doba služby, živila se během léta 1779 a 1780 jako učitelka a v zimě pracovala jako tkadlena. Byla vysoce kvalifikovaná a pracovala pro Sproat Tavern i pro rodiny Bourne, Morton a Leonard.
Deborah byla také manuálně zručná. Pletla košíky a zvládla i jednodušší truhlařinu, jako stoličky či sáňky. Zkušenosti měla také s výrobou drobných předmětů ze dřeva, např. cívky na nitě, které prodávala od dveří ke dveřím.

## Fyzický vzhled
Deborah byla přibližně 5 stop 9 palců vysoká, ve srovnání s průměrnou výškou žen té doby, která byla asi 5 stop, a průměrnou výškou muže, která byla 5 stop 6 palců až 5 stop 8 palců. Její životopisec Hermann Mann, který ji osobně znal mnoho let, naznačoval, že není hubená, a v roce 1797 napsal, že „její pas by se koketě nemusel líbit.“  Rovněž uvedl, že její prsa byla velmi malá a ona si je ovazovala lněným hadříkem, aby je mohla pod uniformou skrýt. Mann napsal, že „rysy jejího obličeje jsou pravidelné; ale ne takové, aby mohla být označena za krásnou“
Sousedka, která znala Deborah v pozdějších letech, uvedla , že je „osobou jasných rysů“. Její vzhled – vysoká, širokých ramen, silná a nijak jemně ženská – přispěl k jejímu úspěchu při předstírání, že je muž.

## Služba v armádě
Na začátku roku 1782 si Deborah obstarala mužské šaty a připojila se k jednotce armády v Middleboroughu v Massachusetts pod jménem Timothy Thayer. Z pozdějších dotazů u velitele roty vyplynulo, že Deborah místní lidé znali v době kdy vstoupila do armády. Po odhalení jejího podvodu vrátila část peněz jež dostala od armády a které neutratila alejink ji armáda za její podvod nepotrestala. Když se Baptistická církev dozvěděla o jejím počínání, vyloučila ji. V praxi to znamenalo, členové církve se s ní nesměli stýkat, dokud se neomluvila a nepožádala o odpuštění.
V květnu 1782 Deborah narukovala znovu, tentokrát do Bellinghamu v Massachusetts pod jménem „Robert Shirtliff“ (v některých pramenech se také píše jako „Shirtliffe“ nebo „Shurtleff“). Přidala se k lehké pěchotě 4. Massachusettského pluku pod velením kapitána George Webba (1740–1825). Tato jednotka, skládající se z 50 až 60 mužů, byla nejprve ubytována v Bellinghamu v Massachusetts a později se spojila ve Worcesteru se zbytkem pluku, kterému velel plukovník William Shepard. Lehké pěší roty byly elitní jednotky, pro které byli vybírání vysocí muži silnější než průměr. Jejich úkolem bylo zajistit postupující pluky, jejich křídla i zadní voj a vpředu provádět průzkum. Protože se připojila k elitní jednotce, měl její převlek větší šanci uspět, nikdo pravděpodobně nehledal ženu mezi vojáky, kteří byli speciálně vybíráni pro svou výšku a vynikající fyzické schopnosti.
Zúčastnila se několika potyček. Během své první bitvy, 3. července 1782 u Tarrytownu v New Yorku, byla zasažena dvěma střelami do stehna a měla ránu na hlavě. Prosila spolubojovníky, aby ji neodvezli k lékaři ze strachu, že bude odhaleno její pohlaví, ale jeden z vojáků jí posadil na koně a odvezl do nemocnice. Lékař jí ošetřil poranění hlavy, ale ona opustila nemocnici dříve než se mohl věnovat její noze. Sama odstranila jednu z kulek kapesním nožem a šicí jehlou, ale druhá kulka byla příliš hluboko, aby na ní dosáhla. Zůstala jí v noze po celý život a její noha se nikdy zcela nezhojila. Dne 1. dubna 1783 byla převelena a sedm měsíců sloužila jako číšník generála Johna Patersona.
Válka byla považována za ukončenou po bitvě u Yorktownu, ale protože neexistovala žádná oficiální mírová smlouva, Kontinentální armáda nebyla rozpuštěna. Dne 24. června prezident Kongresu nařídil Washingtonovi, aby poslal do Filadelfie kontingent vojáků pod velením generála Patersona. Měli za úkol potlačit povstání amerických vojáků protestujících proti průtahům při vyplácení jejich žoldu a propouštění z armády. Deborah v létě 1783 ve Filadelfii onemocněla a staral se o ní doktor Barnabas Binney (1751–1787). Svlékl jí uniformu aby ji mohl ošetřit a objevil její ovázaná prsa. Neprozradil Deborah armádním úřadům, vzal ji do svého domu, kde se o ni starala jeho manželka, dcery a zdravotní sestra.
V září 1783, po podpisu Pařížské smlouvy, bylo datum 3. listopad stanoveno jako datum rozpuštění armády. Doktor Binney požádal Deborah o doručení zprávy generálu Patersonovi o odhalení jejího pohlaví. V ostatních případech byly ženy, které předstíraly, že jsou muži, aby mohly sloužit v armádě pokárány, ale Paterson jí dal propustil s několika radami a dal jí dostatek peněz na cestu domů. Byla čestně propuštěna ve West Pointu v New Yorku, 25. října 1783, po roce a půl služby.
Oficiální záznam služby Deborah Sampson Gannetové jako „Roberta Shirtliffa“ od 20. května 1782 do 25. října 1783 je v seznamu „Massachusetts Soldiers and Sailors of the Revolutionary War“ svazek 14 s. 164.

## Sňatek
Deborah Sampson se 7. dubna 1785 provdala ve Stoughtonu v Massachusetts za Benjamina Gannetta (1757–1827), farmáře ze Sharon, Massachusetts. Měli tři děti: Earl (nar. 1786), Mary (nar. 1788), a Patience (nar. 1790). Přijali také sirotka Susanna Baker Shepardovu. Hospodařili na půdě, která byla po generace v Gannettově rodině; jejich farma byla malá a půda nebyla příliš úrodná.
V lednu 1792 Deborah požádala zákonodárce státu Massachusetts o žold, který armáda jako ženě zadržela. Zákonodárce její žádosti vyhověl a guvernér John Hancock ji podepsal. bylo jí přiznáno 34 liber plus úroky zpět za propuštění z roku 1783. V roce 1797 byl vydán její The Female Review: Life of Deborah Sampson, the Female Soldier in the War of Revolution od Hermana Manna.
V roce 1802 začala Sampsonová přednášet o své válečné službě. Poté, co vychvalovala ctnosti tradičních rolí žen, odešla z jeviště a vrátila se oblečená ve své armádní uniformě. Poté přistoupila k provedení komplikovaného a fyzicky namáhavého vojenského cvičení. Vystupovala jak jednak pro vydělané peníze a také jako ospravedlnění svého předstírání že je muž. Ale ani tak nebyla schopna zaplatit všechny své výdaje. Často si musela půjčovat peníze od své rodiny a od svého přítele Paula Revereho. Revere také jejím jménem psal dopisy vládním činitelům se žádostí, aby jí byl přiznán důchod za její vojenskou službu a válečné zranění.
V roce 1804 napsal Revere žádost o důchod jménem Sampsonové americkému zástupci Williamovi Eustisovi z Massachusetts´. Vznikl problém, vojenský důchod pro ženu nebyl nikdy požadován. Revere napsal: „Zkoumal jsem její situaci a povahu, opustila mužský zvyk a uniformu vojáků; pro slušnější oblečení jejího vlastního pohlaví ... lidskost a spravedlnost mě zavazují říci, že každý člověk se kterým jsem o ní hovořil, a není jich málo, mluvil o ní jako o talentované ženě s dobrými mravy, svědomité manželce a milující matce.“ Dne 11. března 1805 Kongres schválil její nárok a zapsal Deborah na seznam válečných invalidů s důchodem čtyř dolarů za měsíc.
22. února 1806 Deborah ještě jednou napsala Revereovi žádost o půjčku ve výši deseti dolarů: „Moje vlastní indispozice a mí synové mě přiměli znovu požádat o vaši dobrotu v náš prospěch, i když s vděčností přiznám, že to ve mně vzbuzujete něžný pocit. Červenám se při pomyšlení na to, že dostanu devadesát a devět vytáček – moje situace přesto vyžaduje, abych se zeptala.“ Poslal deset dolarů.
V roce 1809 poslala do Kongresu další petici se žádostí, aby její důchod jako propuštěného vojáka byl upraven tak, aby začínal jejím propuštěním v roce 1783. Kdyby byla její petice schválena, byla by jí přiznána zpětná platba 960 USD (48 USD ročně po dobu 20 let) – přibližně 13 800 $ v roce 2016). Její petice byla původně zamítnuta, ale když se v roce 1816 znovu dostala před Kongres, byla jí schválena částka 76,80 $ ročně (asi 1 100 $ v roce 2016). S touto částkou dokázala splatit všechny své půjčky a vylepšit rodinnou farmu.
Zemřela na epidemii žluté zimnice ve věku 66 let 29. dubna 1827 a byla pohřbena na hřbitově Rock Ridge v Sharonu v Massachusetts.

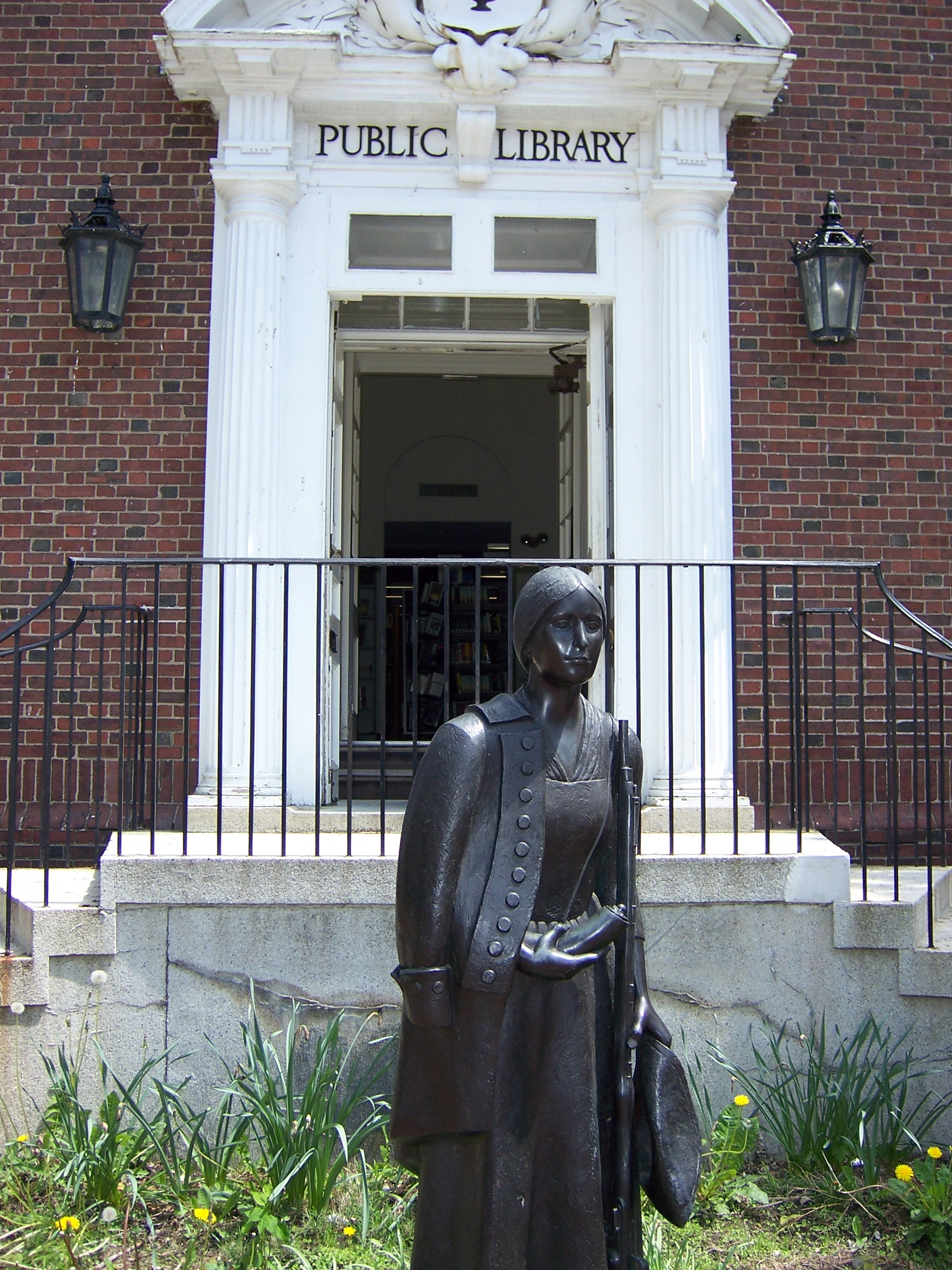
Socha Deborah Sampsonové před veřejnou knihovnou ve městě Sharon

## Závěr života
V lednu 1792 Sampson požádal zákonodárce státu Massachusetts o výplatu, kterou jí armáda zatajila, protože byla žena. Zákonodárce její petici vyhověl a guvernér John Hancock ji podepsal. Zákonodárce jí přiznal 34 liber plus úroky zpět za propuštění z roku 1783. [20] V roce 1797 následoval životopis, The Female Review: Life of Deborah Sampson, the Female Soldier in the War of Revolution od Hermana Manna.
V roce 1802 začala Sampson přednášet o své válečné službě. Poté, co vychvalovala ctnosti tradičních genderových rolí pro ženy, odešla ze scény, aby se vrátila oblečená ve své armádní uniformě, a poté přistoupila k provedení komplikovaného a fyzicky namáhavého vojenského cvičení a obřadu. [4] Vystupovala jak pro výdělek peněz, tak pro ospravedlnění svého zařazení, ale ani s těmito řečnickými závazky nebyla schopna zaplatit všechny své výdaje. Často si musela půjčovat peníze od své rodiny a od svého přítele Paula Revereho. Revere také jejím jménem psala dopisy vládním činitelům se žádostí, aby jí byl přiznán důchod za její vojenskou službu a její zranění.
V roce 1804 napsal Revere jménem Sampsona americkému zástupci Williamovi Eustisovi z Massachusetts. Po ženě nebyl nikdy žádán vojenský důchod. Revere napsal: „Byl jsem nucen prozkoumat její situaci a povahu, protože opustila mužský zvyk a uniformu vojáků; pro slušnější oblečení jejího vlastního pohlaví ... lidskost a spravedlnost mě zavazují říci, že každý člověk se kterým jsem o ní hovořil, a není to málo, hovořil o ní jako o ženě s krásným talentem, dobrými mravy, svědomitou manželkou a milujícím rodičem. “[21] 11. března 1805 Kongres schválil požádal a umístil Sampsona na Invalidní penzijní lístek Massachusetts ve výši čtyř dolarů za měsíc.
22. února 1806 Sampson ještě jednou napsal společnosti Revere a žádal o půjčku ve výši deseti dolarů: „Moje vlastní indispozice a moje syny způsobují, že znovu žádám o vaši dobrotu v náš prospěch, i když s vděčností přiznám, že to vzbuzuje každý něžný pocit. a červenám se při pomyšlení na to, že dostanu devadesát a devět dobrých obratů – moje situace vyžaduje, abych se zeptal na setinu. “ Poslal deset dolarů.
V roce 1809 poslala do Kongresu další petici se žádostí, aby její důchod jako neplatného vojáka byl upraven tak, aby začínal jejím propuštěním v roce 1783. Kdyby byla její petice schválena, byla by jí přiznána zpětná platba 960 USD (48 USD ročně po dobu 20 let) – přibližně 13 800 $ v roce 2016). Její petice byla původně zamítnuta, ale když se v roce 1816 znovu dostala před Kongres, byla schválena odměna 76,80 $ ročně (asi 1 100 $ v roce 2016). S touto částkou dokázala splatit všechny své půjčky a vylepšit rodinnou farmu.

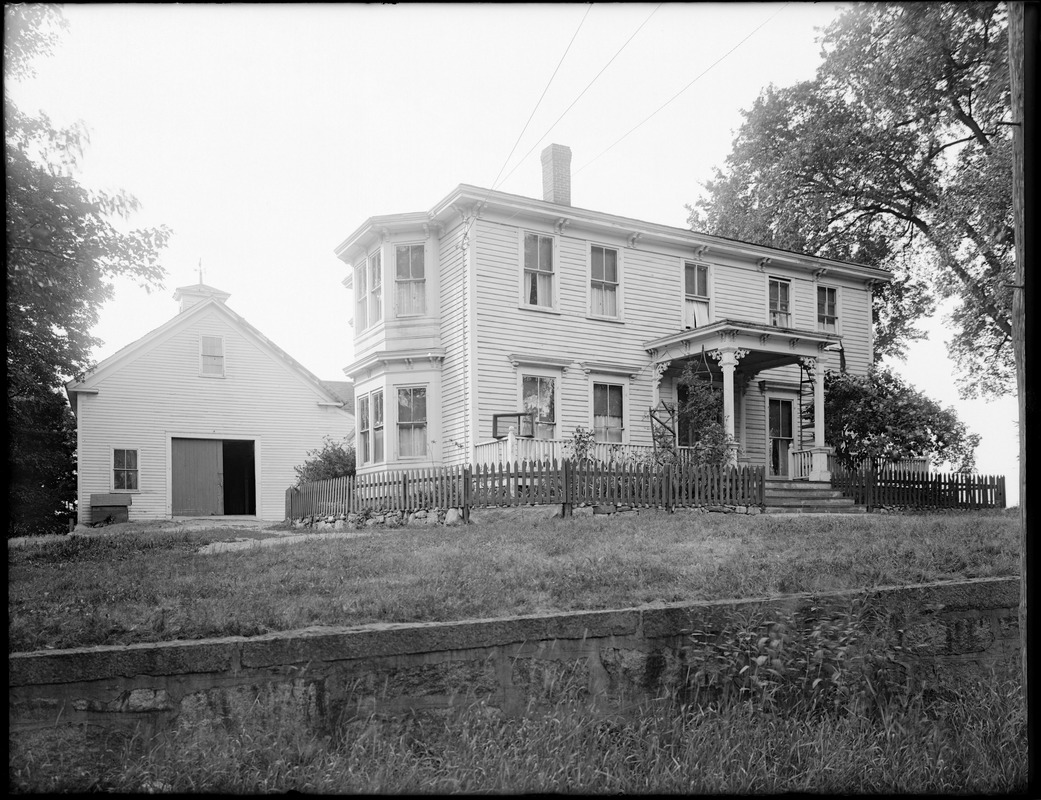
Deborah Sampson Gannett House

Sampsonová zemřela na žlutou zimnici ve věku 66 let 29. dubna 1827 a byla pohřbena na hřbitově Rock Ridge v Sharonu v Massachusetts.

### Památníky
Město Sharon jí postavilo sochu před veřejnou knihovnou, pojmenoval park Deborah Sampson a město také opatruje dům „Deborah Sampson Gannett House“, který je v soukromém vlastnictví a není přístupný veřejnosti. Zemědělská půda kolem domu je chráněna, aby nedošlo k žádnému poškození historické usedlosti.
V roce 1906 položilo město Plympton v Massachusetts do městské zeleně kámen s bronzovou plaketou s jejím jménem.
Během druhé světové války byla na její počest pojmenována loď „Liberty Ship SS Deborah Gannett“ (2620). Byla spuštěna na vodu 10. března 1944 a sešrotována v roce 1962..
Jak 2000, městská vlajka Plymptonu zahrnuje Sampsonovou jako oficiální hrdinku společenství Massachusetts.